# Memphis (comédie musicale)
Pour les articles homonymes, voir Memphis.
Memphis est une comédie musicale écrite et composée par David Bryan avec un livret de Joe DiPietro.
Le spectacle est vaguement inspiré de l'histoire du disc jockey de Memphis Dewey Phillips, l'un des premiers DJ blancs à jouer de la musique noire dans les années 1950. Le spectacle a ét joué à Broadway du 19 octobre 2009 au 5 août 2012, remportant quatre Tony Awards, dont celui de la meilleure comédie musicale. Le spectacle avait auparavant été présenté au North Shore Music Theatre de Beverly, Massachusetts et au TheatreWorks de Mountain View, en Californie, pendant la saison 2003-2004, ainsi qu'au 5th Avenue Theatre de Seattle pendant la saison 2008-2009.

## Synopsis

### Acte 1
L'histoire débute sur une fête au Delray's, un bar rock 'n' roll noir underground dans les années 1950 à Memphis ("Underground"). Huey Calhoun, un homme blanc, arrive sur les lieux. Les habitués commencent à partir, mais Huey les convainc de rester, affirmant qu'il est là pour la musique ("The Music of My Soul"). Plus tard, Huey est sur le point d'être renvoyé de son emploi de gestionnaire de stock dans un grand magasin local, mais il passe un accord avec le propriétaire, s'il peut vendre 5 disques en les passant dans les haut-parleurs du magasin, il peut obtenir un travail de vendeur. Huey joue un hit rock 'n' roll ("Scratch My Itch"). Il vend 29 disques en cinq minutes, mais le propriétaire du magasin le congédie quand même, exaspéré par le type de musique joué.
Huey retourne au club de Delray, et commence à flirter avec Felicia, la talentueuse sœur de Delray, et promet de la faire passer à la radio ("Ain't Nothin 'But a Kiss"). Huey procède ensuite à une demande d'emploi DJ dans diverses stations de radio blanches locales ("Hello My Name is Huey"). L'un des propriétaires, M. Simmons, l'invite à entrer, lui disant qu'il va lui montrer à quoi ressemble un «vrai» DJ. Huey détourne le micro et joue une autre chanson rock afro-américaine ("Everybody Wants to be Black on Saturday Night").
M. Simmons est sur le point de faire expulser Huey, mais des dizaines d'adolescents commencent à appeler pour exiger plus de Huey et de sa musique ("That's Not Possible"). M. Simmons accepte de lui donner un essai de deux semaines, et s'il réussit, il sera embauché à temps plein. Après quelques jours, Huey est invité à lire une publicité pour la bière, mais il est analphabète. Huey demande à Bobby, un ami de Delray avec un poste de concierge, de lui lire ce qu'il dit. Il oublie les mots exacts presque immédiatement et commence à improviser, terminant par la phrase "Hockadoo!".
M. Simmons a de nouveau presque congédié Huey, jusqu'à ce que le directeur du magasin annonce des appels en disant qu'il voulait que Huey fasse toutes ses publicités, car son stock était épuisé en quelques minutes. La station de Huey gagne en popularité immédiate, tout comme sa nouvelle phrase d'accroche, même si personne ne comprend ce que cela signifie... y compris Huey.
À la radio, Huey encourage les Blancs à descendre dans les églises noires ("Make Me Stronger"), et ils commencent à le faire. Pendant ce temps, Delray a économisé assez d'argent pour faire enregistrer un disque à Felicia et elle se rend chez Huey pour lui dire cela. Il est fou de joie et promet de passer son titre le lendemain. Les préjugés de la mère de Huey sont durs, ce qui brise le cœur de Felicia. Huey lui dit de descendre quand même à la station de radio ("Colored Woman").
Le lendemain, Huey fait venir un groupe et des choristes pour faire passer Felicia en direct. Malgré ses réserves, Felicia chante et devient une sensation instantanée ("Someday"). La relation entre Felicia et Huey commence à se développer et Delray devient de plus en plus furieux contre Huey. Il le met en garde contre le danger de ce qu'il fait, menaçant de nuire à Huey si quelque chose arrive à Felicia ("She's My Sister"). La popularité radio de Huey augmente de plus en plus à mesure que les adolescents blancs et les adolescents noirs commencent à s'accepter ("Radio"). Huey et Felicia entretiennent une relation secrète depuis le jour où elle a chanté en direct à la radio.
Deux ans plus tard, Huey propose à Felicia de l'épouser. Elle dit non à cause des lois et des préjugés, mais admet que sans ces obstacles, elle accepterait. Alors que les deux partagent un baiser, une bande d'hommes blancs passe, repérant cela. Ils maintiennent Huey tout en battant Felicia avec une batte. Huey parvient à l'emmener dans le club, criant à l'aide. Delray essaie de poursuivre Huey, car il a promis de nuire à Huey si Felicia était blessé à cause de lui, mais Gator, un ami avec qui il n'a pas parlé depuis qu'il a vu son père lynché, le calme et chante une prière pour le changement pendant que Delray emmène Felicia dehors et la fait monter dans une ambulance ("Say a Prayer").

### Acte 2
Le temps a passé et Huey est sur le point d'ouvrir sa nouvelle émission de télévision, une émission de variétés rock 'n' roll mettant en vedette tous les danseurs noirs ("Crazy Little Huey"). Felicia est censée être sa première invitée, mais elle recule à la dernière minute, craignant que les gens pensent qu'elle et Huey soient dans une relation. Huey informe Bobby qu'il la remplacera, et après avoir surmonté quelques tremblements de trac, Bobby fait casse la baraque ("Big Love"). La popularité de Felicia commence également à se développer autour de Memphis, tout comme sa relation avec Huey.
Felicia dit à Huey que s'ils allaient à New York, ils n'auraient pas à se cacher tout le temps, mais Huey insiste sur le fait qu'ils sont heureux comme ils sont et n'ont pas besoin de partir ("Love Will Stand When All Else Falls"). Elle a été découverte par une agence de talents à New York, tout comme l'émission de télévision de Huey. L'agence veut qu'ils viennent tous les deux à New York, bien que Huey doive rivaliser avec Dick Clark pour l'émission nationale. Ils réfléchissent à la décision ("Stand Up") et sont même soutenus par la mère de Huey, qui a changé ses opinions racistes après avoir vu une chorale d'église noire ("Change Don't Come Easy").
Huey est informé qu'il a remporté le poste à la télévision, s'il accepte de ne pas présenter de danseurs noirs. Huey refuse et enlève son costume ("Tear Down the House"). Felicia dit à Huey qu'elle envisage de partir de toute façon, car c'est son rêve. Dans une tentative désespérée de la garder, il l'embrasse et dit qu'il l'aime ("Love Will Stand / Ain't Nothin 'But a Kiss" (Reprise)). L'émission est stoppée et Huey est licencié au motif que personne ne regarderait son émission s'il connaissait Felicia et qu'il n'était plus le seul blanc à jouer de la musique noire. Felicia est emmenée par Delray dans le but de suivre sa carrière.
Désormais sans emploi, Huey quitte la station et réfléchit à ce qu'il le fait rester à Memphis, réalisant qu'il ne pourrait jamais partir ("Memphis Lives in Me"). Quatre ans plus tard, Huey est DJ sur une station évidemment à petit budget et peu cotée (il plaisante en disant qu'ils ont "exactement un auditeur"). Felicia entre, sur le point de commencer une tournée nationale. Elle dit à Huey qu'elle est fiancée à un homme nommé Bill, mais qu'elle veut qu'il la rejoigne sur scène une dernière fois. Il refuse, craignant que personne ne se souvienne de lui. Elle commence sa performance, et à mi-chemin de la chanson Huey marche sur scène, et termine la chanson avec elle sous des applaudissements tonitruants ("Steal Your Rock and Roll").

## Productions

### Pre-Broadway (2003-2009)
Le concept de Memphis a été développé par le producteur de théâtre George W. George. Après des productions au North Shore Music Theatre à Beverly, Massachusetts et TheatreWorks à Mountain View, Californie durant leur saison 2003-2004, la comédie musicale a été mise en scène par La Jolla Playhouse à San Diego du 19 août au 28 septembre 2008 et au 5th Avenue Theatre à Seattle du 27 janvier au 15 février 2009.

### Broadway (2009–2012)
Mis en scène par Christopher Ashley et chorégraphié par Sergio Trujillo, la production de Broadway a commencé en avant-première au Shubert Theatre le 23 septembre 2009 et a ouvert officiellement le 19 octobre 2009. Le casting inclut un grand nombre des membres de la distribution des productions pré-Broadway, y compris Tchad Kimball dans le rôle de Huey Calhoun et Montego Glover dans celui de Felicia Farrell,. L'équipe créative comprenait le créateur de costumes Paul Tazewell, le scénographe David Gallo, le concepteur d'éclairage Howell Binkleyet, le concepteur sonore Ken Travis. La production de Broadway a remporté le prix de la meilleure comédie musicale dans la division Théâtre des Golden Icon Awards, ainsi que quatre Tony Awards, dont celui de la meilleure comédie musicale et quatre Drama Desk Awards.
Le spectacle s'est clôturé le 5 août 2012 après 30 avant-premières et 1 165 représentations.
La production de Broadway a été filmée lors de représentations programmées régulièrement du 18 au 21 janvier 2011 par Broadway Worldwide pour une exposition haute définition dans les cinémas au printemps 2011. Le spectacle a été capturé à l'aide de plusieurs caméras haute définition et de 96 pistes d'enregistrement sonore. Le réalisateur Don Roy King et le producteur du son Matt Kaplowitz ont dirigé l'équipe de production de Broadway Worldwide. La production filmée a été projetée dans tout le pays du 28 avril au 3 mai 2011.

### Tournée nationale américaine (2011–2013)
Une tournée nationale a commencé au Orpheum Theatre de Memphis, Tennessee en octobre 2011. Bryan Fenkart a joué le rôle de Huey Calhoun et Felicia Boswell du rôle de Felicia Farrell. Les autres membres de la distribution incluent Quentin Earl Darrington, Rhett George, Will Mann, Julie Johnson et William Parry.

### West End (2014-2015)
Le 23 octobre 2014, le spectacle a ouvert ses portes au Shaftesbury Theatre du West End, à Londres, après les prévisualisations à partir du 9 octobre 2014. Beverley Knight a repris le rôle de Felicia et Killian Donnelly celui de Huey. À partir du 6 juillet 2015, le vainqueur de X Factor, Matt Cardle a remplacé Killian Donnelly. Le rôle de Felicia a été repris par Rachel John du 17 octobre 2015 au 31 octobre 2015 au Shaftesbury Theatre.

### Production japonaise (2015)
Réalisée par Ed Sylvanus Iskandar et chorégraphiée par Jeffrey Page, la production japonaise a débuté au Akasaka ACT Theatre à Tokyo le 30 janvier 2015. Koji Yamamoto dans le rôle de Huey Calhoun et Megumi Hamada dans celui de Felicia Farrell.

### Production australienne (2017)
La production australienne a été jouée à Chapel Off Chapel à Melbourne du 6 au 28 octobre 2017. Produit par StageArt, réalisé par Dean Drieberg, mis en scène par Nathan Firmin et chorégraphié par Kirra Sibel ; avec James Elmer dans le rôle de Huey Calhoun et Elandrah Eramiha-Feo dans le rôle de Felicia Farrell,.

## Numéros musicaux
| Acte I - Underground - Delray, Felicia et la troupe - The Music of My Soul - Huey Felicia et la troupe - Scratch My Itch - Wailin' Joe et la troupe - Ain't Nothin' But a Kiss - Felicia et Huey - Hello, My Name is Huey- Huey et la troupe - That's Not Possible- Huey et la troupe - Everybody Wants to Be Black on a Saturday Night - la troupe - Make Me Stronger - Huey, Mama, Feliciaet la troupe - Colored Woman - Felicia - Someday - Feliciaet la troupe - She's My Sister - Delray et Huey - Radio - Huey et la troupe - Say a Prayer - Gator et la troupe | Acte II - Crazy Little Huey - Huey et la troupe - Big Love - Bobby - Love Will Stand When All Else Falls - Felicia et la troupe - Stand Up - Delray, Felicia, Huey, Gator, Bobby et la troupe - Change Don't Come Easy - Mama, Delray, Gator et Bobby - Tear Down the House - Huey et la troupe - Love Will Stand/Ain't Nothin' But a Kiss (Reprise) - Felicia et Huey - Memphis Lives in Me - Huey et la troupe - Steal Your Rock 'n' Roll - Huey, Felicia et la troupe |

## Récompenses et nominations

### Production originale de Broadway
| Année | Cérémonie         | Catégorie                                          | Nomination                  | Résultat    | Ref    |
| ----- | ----------------- | -------------------------------------------------- | --------------------------- | ----------- | ------ |
| 2010  | Tony Awards       | Best Musical                                       | Best Musical                | Lauréat.    | [ 19 ] |
| 2010  | Tony Awards       | Best Book of a Musical                             | Joe DiPietro                | Lauréat.    | [ 19 ] |
| 2010  | Tony Awards       | Best Original Score                                | David Bryan et Joe DiPietro | Lauréat.    | [ 19 ] |
| 2010  | Tony Awards       | Best Performance by a Leading Actor in a Musical   | Chad Kimball                | Nomination. | [ 19 ] |
| 2010  | Tony Awards       | Best Performance by a Leading Actress in a Musical | Montego Glover              | Nomination. | [ 19 ] |
| 2010  | Tony Awards       | Best Direction of a Musical                        | Christopher Ashley          | Nomination. | [ 19 ] |
| 2010  | Tony Awards       | Best Orchestrations                                | Daryl Waters et David Bryan | Lauréat.    | [ 19 ] |
| 2010  | Tony Awards       | Best Costume Design                                | Paul Tazewell               | Nomination. | [ 19 ] |
| 2010  | Drama Desk Awards | Outstanding Musical                                | Outstanding Musical         | Lauréat.    | [ 20 ] |
| 2010  | Drama Desk Awards | Outstanding Book of a Musical                      | Joe DiPietro                | Nomination. | [ 20 ] |
| 2010  | Drama Desk Awards | Outstanding Actor in a Musical                     | Chad Kimball                | Nomination. | [ 20 ] |
| 2010  | Drama Desk Awards | Outstanding Actress in a Musical                   | Montego Glover              | Lauréat.    | [ 20 ] |
| 2010  | Drama Desk Awards | Outstanding Choreography                           | Sergio Trujillo             | Nomination. | [ 20 ] |
| 2010  | Drama Desk Awards | Outstanding Music                                  | David Bryan                 | Lauréat.    | [ 20 ] |
| 2010  | Drama Desk Awards | Outstanding Orchestrations                         | Daryl Waters et David Bryan | Lauréat.    | [ 20 ] |

### Production originale de Londres
| Année | Cérémonie               | Catégorie                                    | Nomination                              | Résultat   |
| ----- | ----------------------- | -------------------------------------------- | --------------------------------------- | ---------- |
| 2015  | Laurence Olivier Awards | Best New Musical                             | Best New Musical                        | Nomination |
| 2015  | Laurence Olivier Awards | Best Actor in a Musical                      | Killian Donnelly                        | Nomination |
| 2015  | Laurence Olivier Awards | Best Actress in a Musical                    | Beverly Knight                          | Nomination |
| 2015  | Laurence Olivier Awards | Best Actor in a Supporting Role in a Musical | Rolan Bell                              | Nomination |
| 2015  | Laurence Olivier Awards | Best Actor in a Supporting Role in a Musical | Jason Pennycooke                        | Nomination |
| 2015  | Laurence Olivier Awards | Best Theatre Choreographer                   | Sergio Trujillo                         | Lauréat    |
| 2015  | Laurence Olivier Awards | Best Costume Design                          | Paul Tazewell                           | Nomination |
| 2015  | Laurence Olivier Awards | Best Sound Design                            | Gareth Owen                             | Lauréat    |
| 2015  | Laurence Olivier Awards | Outstanding Achievement in Music             | David Bryan, Joe DiPietro et Tim Sutton | Nomination |
| 2015  | WhatsOnStage Awards     | Best New Musical                             | Best New Musical                        | Lauréat    |